# Joseph von Döpfner
Joseph von Döpfner (Verona, 16 giugno 1825 – Vienna, 16 novembre 1891) è stato un generale austriaco.

## Biografia
Nato a Verona nel 1825, figlio di Ignaz Döpfner e di sua moglie, Maria Maximiliana von Smola, Joseph Döpfner iniziò la propria carriera militare proprio in Italia nel 1848 nella prima guerra d'indipendenza italiana, passando successivamente in Ungheria dal 1849, dove venne promosso al grado di maggiore. Prese parte alla seconda guerra d'indipendenza italiana sempre in Italia nel 1859, dove ebbe modo in particolare di distinguersi nel corso della battaglia di Magenta, a seguito della quale ottenne la croce di cavaliere dell'Ordine militare di Maria Teresa.
Dal 1860 divenne addetto militare dell'ambasciata austriaca a San Pietroburgo. Combatté nella campagna militare del 1866 contro la Prussia e nel dicembre del 1866 entrò parallelamente anche nel consiglio di amministrazione delle ferrovie dell'Impero austriaco. Nel 1870 venne promosso maggiore generale e dal 1875 gli venne affidato il comando della 24ª divisione di fanteria con la promozione a feldmaresciallo luogotenente. Nel 1885 venne promosso al grado di Feldzeugmeister. Nel 1890 divenne presidente della suprema corte militare di Vienna, carica che mantenne per un solo anno sino alla sua morte nel 1891.